# Aarmaanmos
Aarmaanmos (Cephalozia macrostachya) is een soort uit het geslacht maanmos (Cephalozia).

## Ecologie
Aarmaanmos komt voor op natte tot vochtige, oligotrofe standplaatsen met lage pH. Doorgaans gaat het om venige standplaatsen in bijvoorbeeld hoogveenmoerassen, natte heiden en venige venoevers.

### Syntaxonomie
Aarmaanmos staat te boek als kensoort voor de klasse van hoogveenbulten en natte heiden (Oxycocco-Sphagnetea). 